# Kleiner Perlmuttfalter

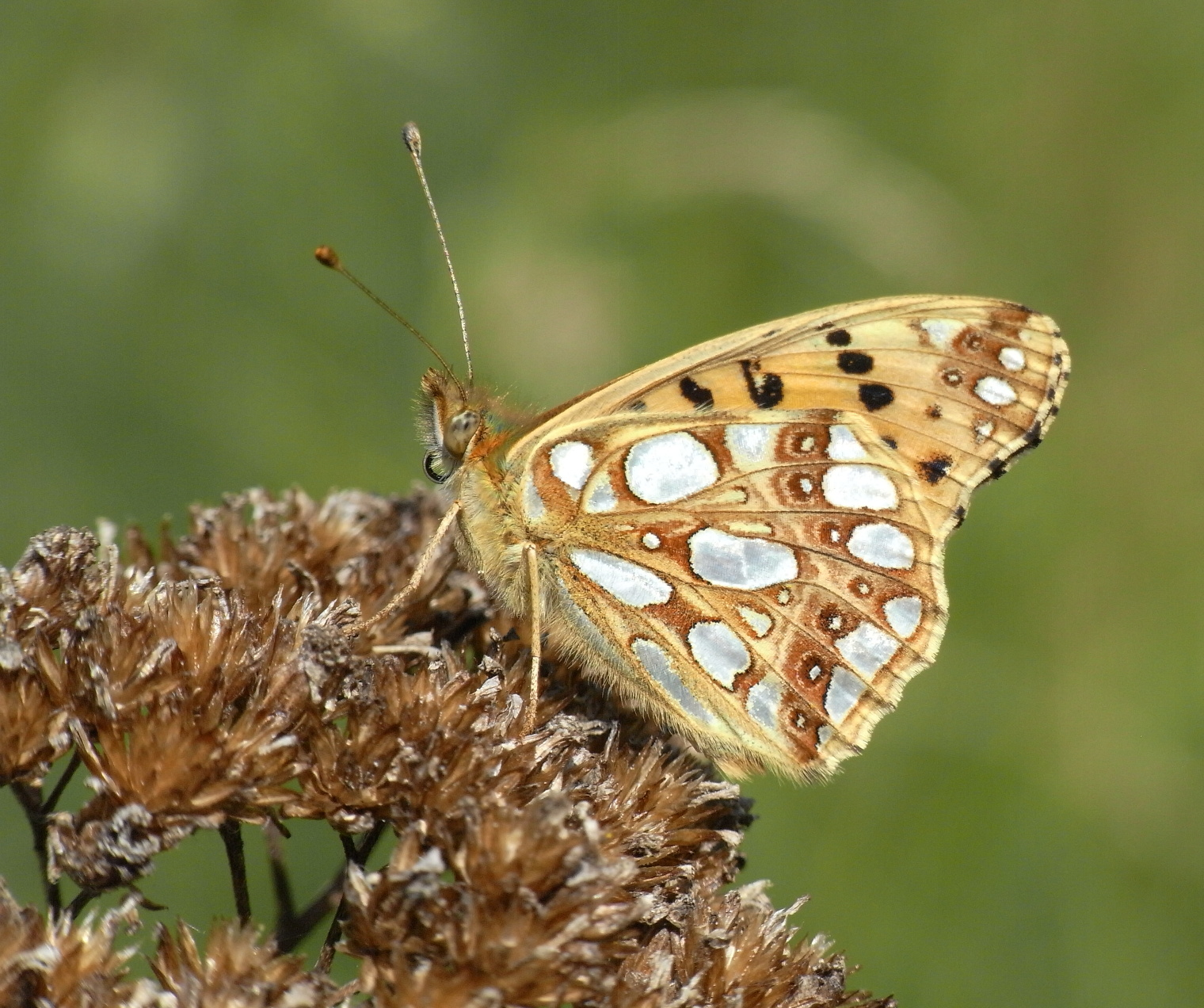
Flügelunterseite des Kleinen Perlmuttfalters

Der Kleine Perlmuttfalter, oder auch Kleiner Perlmutterfalter, (Issoria lathonia, Syn.: Argynnis lathonia) ist ein Schmetterling (Tagfalter) aus der Familie der Edelfalter (Nymphalidae). Das Artepitheton leitet sich von Lathonia, einem Beinamen der Artemis aus der  griechischen Mythologie ab.

## Merkmale
Die Falter erreichen eine Flügelspannweite von 35 bis 45 Millimetern. Sie haben gelbrote Flügeloberseiten, die ein fast gleichmäßiges Muster aus rundlichen, schwarzen Flecken tragen. Die Flügelunterseiten sind gelbbraun und weisen sehr große, weiße Perlmuttflecken auf. Neben der äußeren Reihe dieser Flecken auf dem Hinterflügel ist eine regelmäßige Reihe sehr kleiner, weißer Flecken zu sehen, die dunkelbraun und weiter außen hellbraun umrandet sind. An den Flügelspitzen der Vorderflügel finden sich ebenfalls, nur kleinere, Perlmuttflecken und ein Ansatz einer ähnlichen braunen Binde mit Punkten wie auf den Hinterflügeln. 
Die Raupen werden ca. 35 Millimeter lang. Sie sind graubraun und haben schwarze Flecken. Am Rücken tragen sie eine eng beieinanderliegende Doppelreihe weißer Striche. Sie tragen gelbbraune Dornen, die zur Spitze hin weiß werden und etwas gefranst sind.

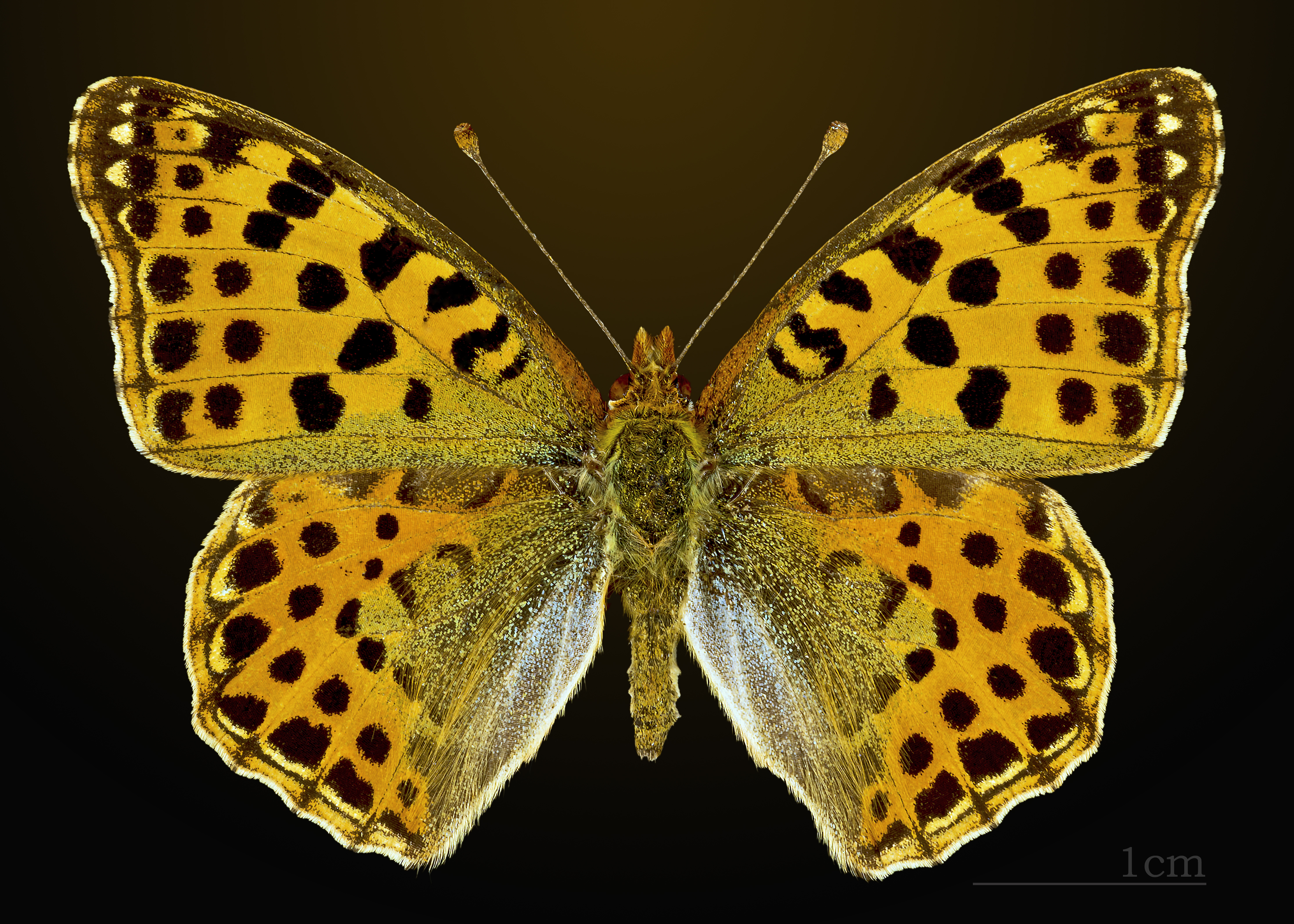
♂
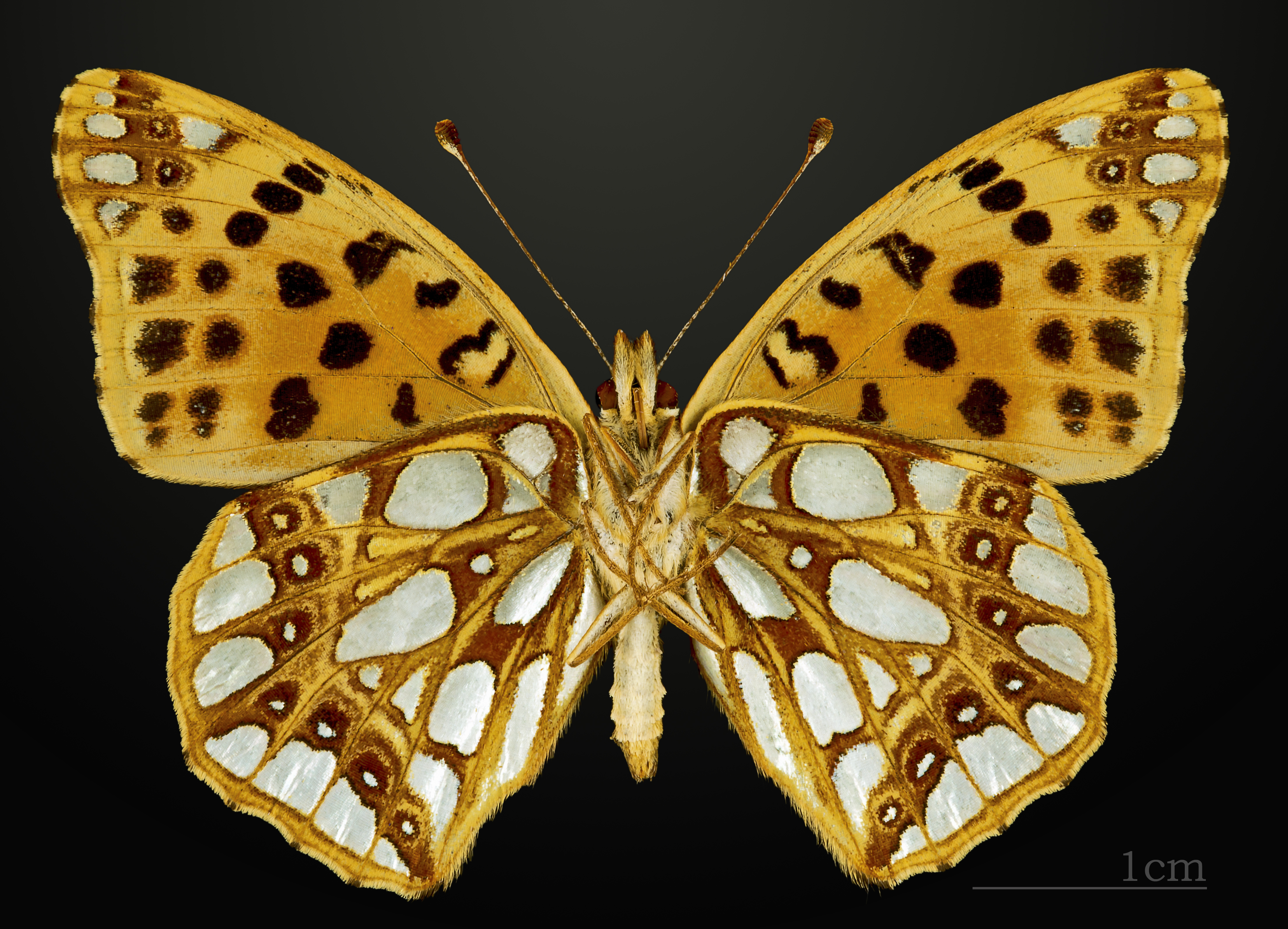
♂△
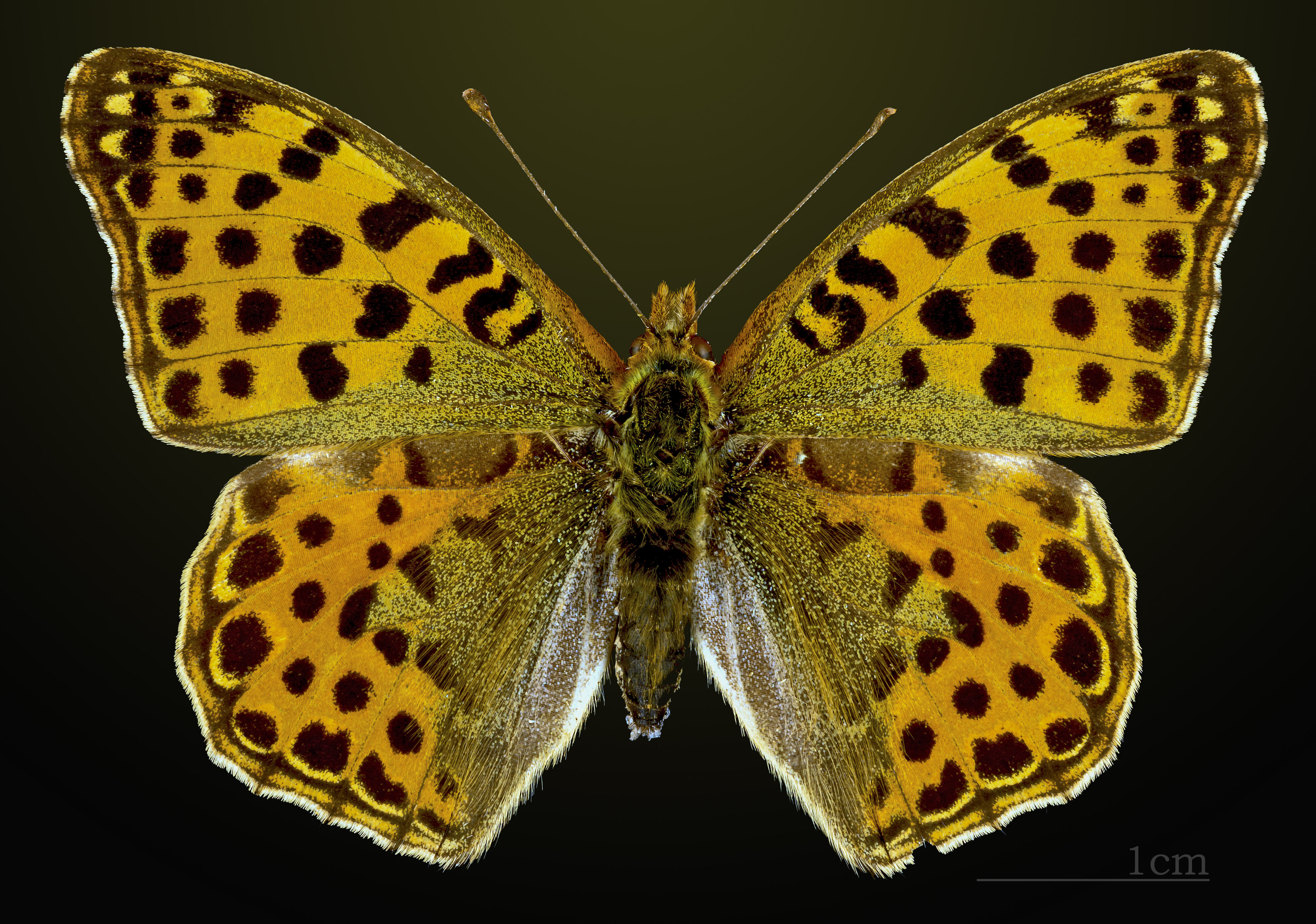
♀
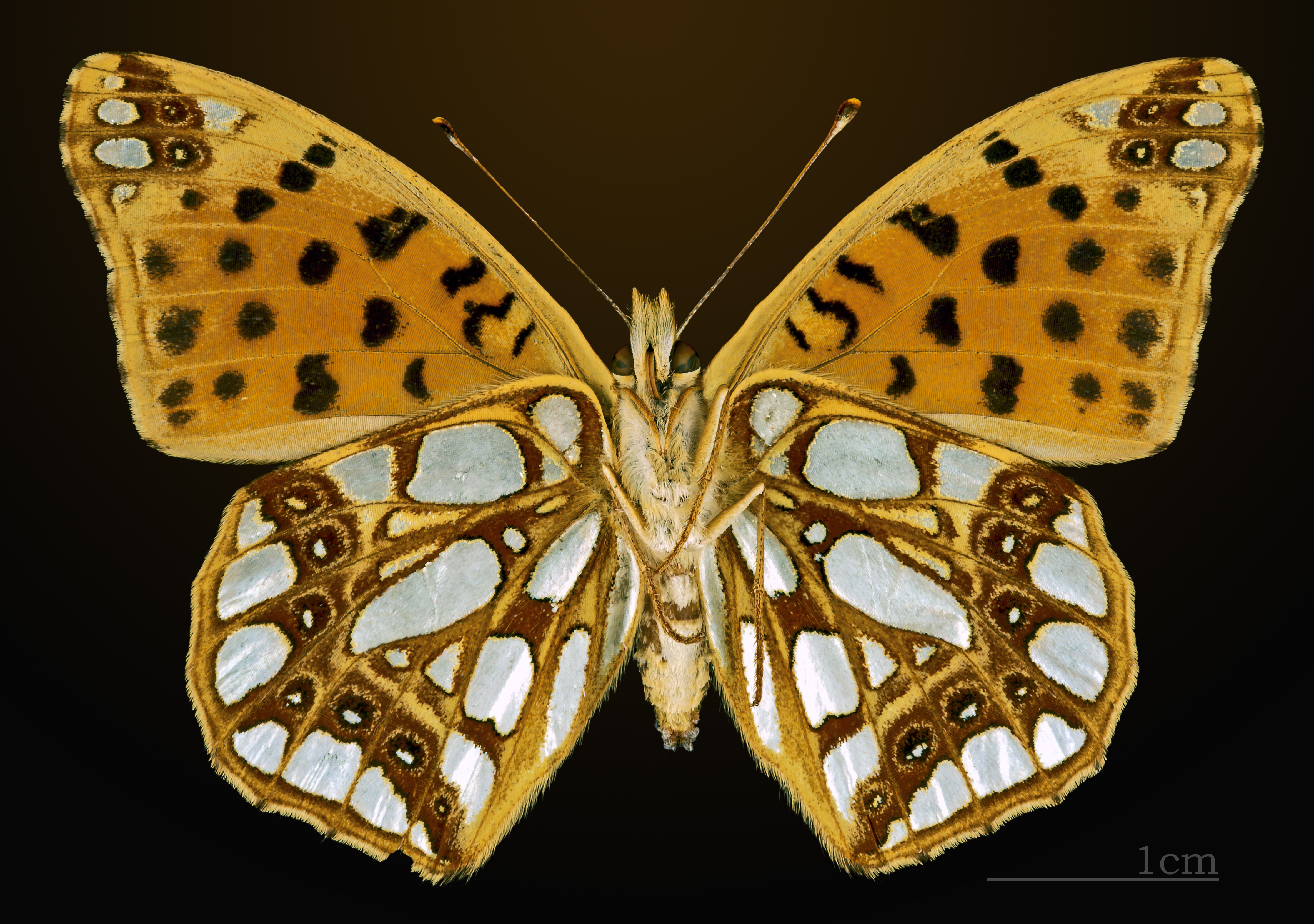
♀△

## Vorkommen
Sie kommen in Mitteleuropa weit verbreitet und noch häufig vor, sind aber stellenweise in ihren Populationen rückläufig. Sie leben in locker bewachsenem Gelände wie z. B. Trockenrasen, Brachen und auch extensiv genutzten Kulturflächen.

## Lebensweise
Die Falter fliegen in einem sehr großen Zeitraum von April bis Oktober und bringen im Jahr bis zu drei, manchmal sogar vier Generationen hervor. Zusätzlich findet man in Mitteleuropa von Süden her eingewanderte Exemplare. Die Falter sonnen sich gerne an unbewachsenen Stellen am Boden, besonders an kühlen Tagen im Frühjahr und Herbst. 

### Nahrung der Raupen
Die Raupen ernähren sich von den Blättern der Acker-Stiefmütterchen (Viola arvensis), fressen in der Zucht aber auch Gartenstiefmütterchen (Viola x wittrockiana).

## Entwicklung
Die Weibchen legen ihre Eier einzeln auf die Blattunterseite der Futterpflanzen oder an andere Pflanzen in deren Nähe. Die Raupen benötigen nur kurze Zeit für ihre Entwicklung und verpuppen sich in Bodennähe zwischen locker versponnenen Pflanzenteilen als Stürzpuppe. Diese trägt mehrere weiße Flecke, so dass die Puppe Vogelkot ähnelt. Die Art überwintert als Raupe.

## Gefährdung und Schutz
Die Raupe lebt hauptsächlich auf Äckern oder deren Rändern und ist damit durch intensivere Bewirtschaftungen gefährdet. Die Gefährdungen bestehen z. B. aus dem Umbruch direkt nach der Ernte und damit einhergehende Vernichtung der Ackerstiefmütterchen, Anwendung von Spritzmitteln und Flurbereinigungsmaßnahmen, die die Feldrandbereiche wie Böschungen, Feldränder und -wege zerstören. Insbesondere die Ausbringung von Totalherbiziden, die seit der Jahrtausendwende extrem zugenommen hat, schadet der Art.
In der Roten Liste gefährdeter Arten Deutschlands ist die Art nicht geführt, sie ist aber in der Vorwarnliste zur Roten Liste für Baden-Württemberg  und in der Liste für Hamburg als „gefährdet“ (Kategorie 3) gelistet.